# Beaumont (samochód)
Beaumont – samochód osobowy klasy wyższej produkowany pod kanadyjską marką Beaumont w latach 1966 – 1969.

## Historia i opis modelu

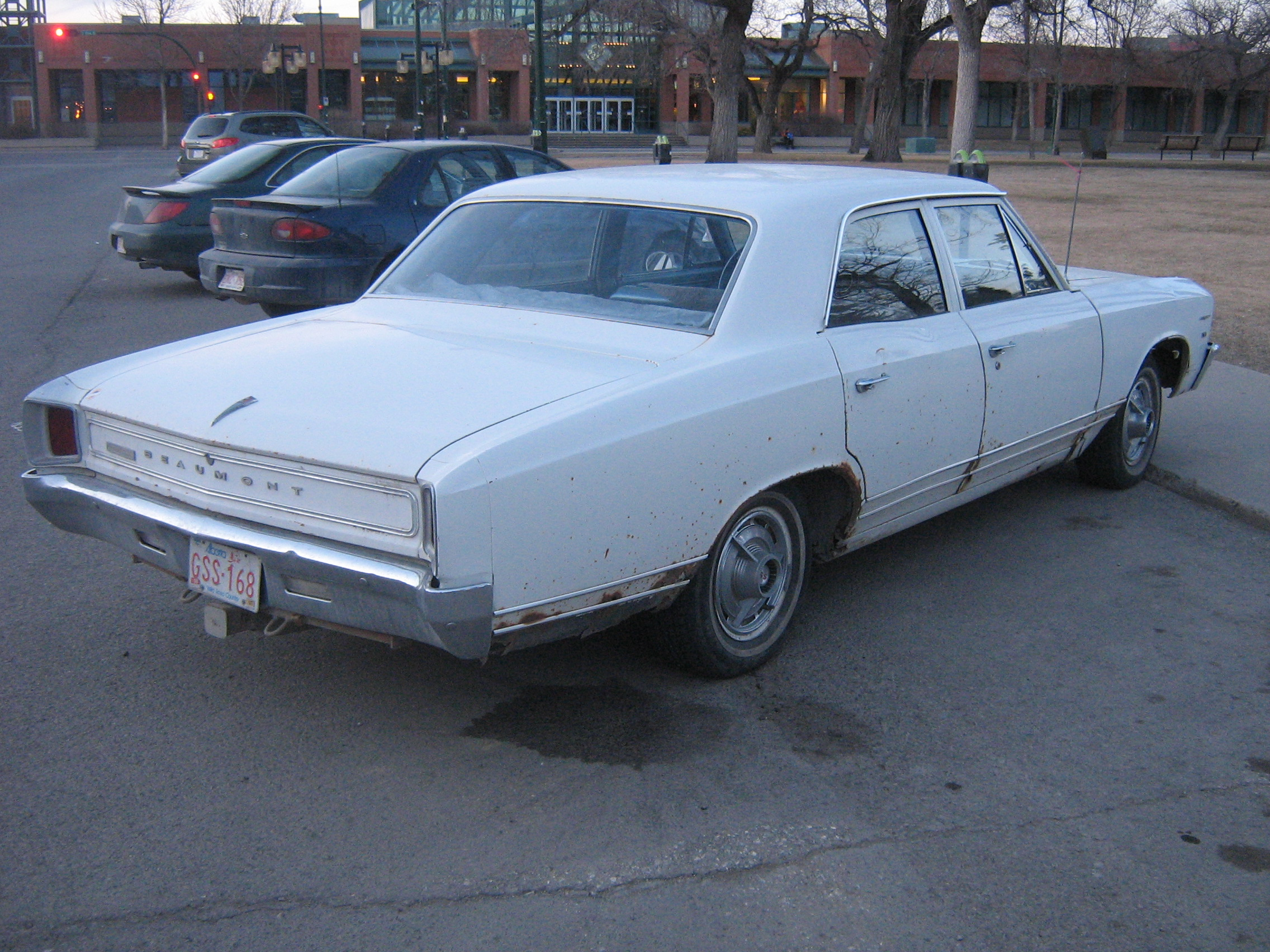
Beaumont - tył

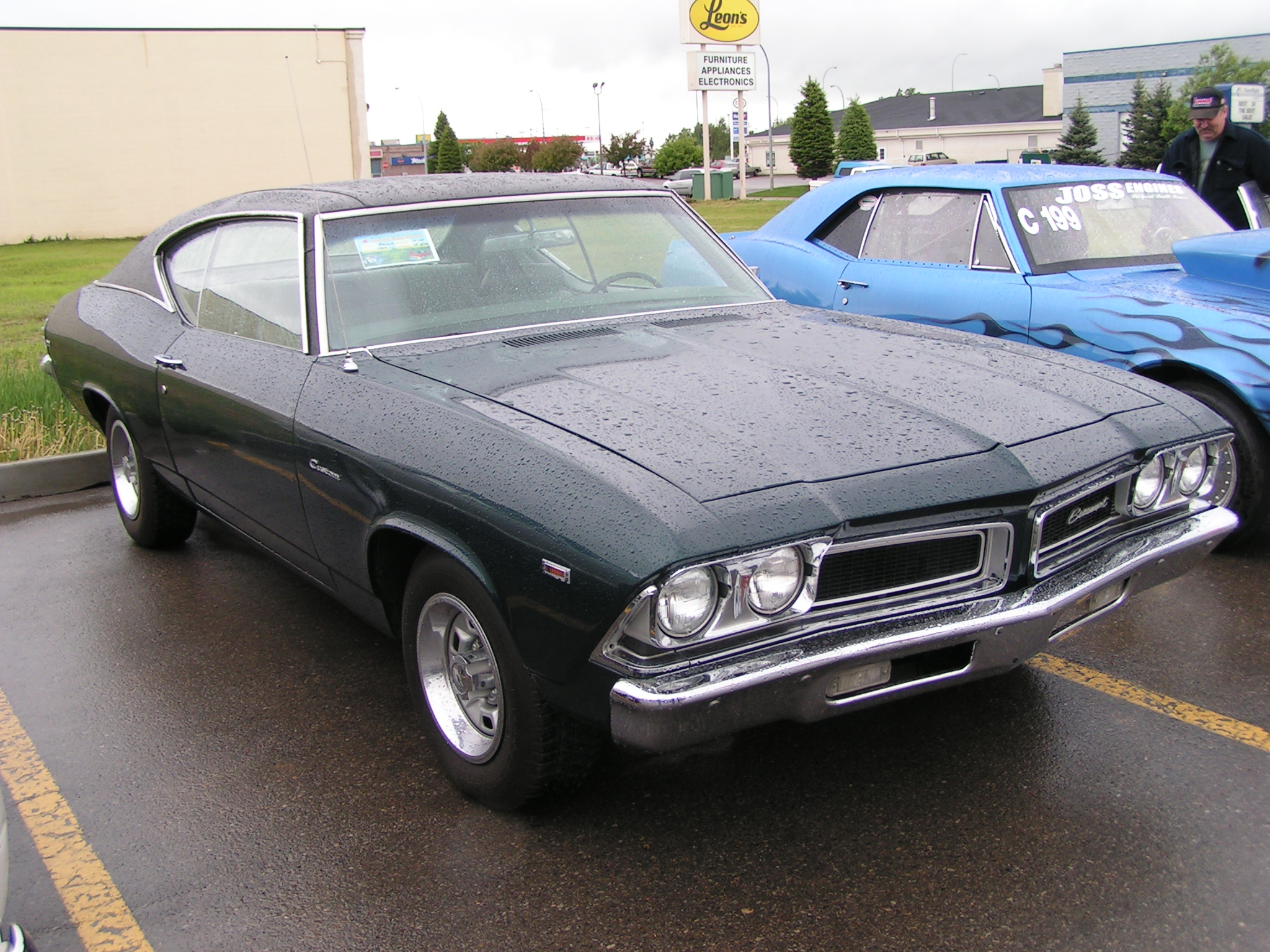
Beaumont Coupe

W tym samym roku, w którym kanadyjski oddział General Motors wprowadził na wewnętrzny rynek markę Beaumont, pod taką samą nazwą trafił do sprzedaży jej jedyny model. 
Pojazd był bliźniaczą konstrukcją wobec Chevroleta Chevelle oraz Pontiaca Tempest, odróżniając się od nich innym wyglądem pasu przedniego i detalami wyróżniającymi producenta. 

### Sprzedaż
Choć pierwotnie Beaumont trafił do produkcji jako model przeznaczony do sprzedaży wyłącznie w Kanadzie, to General Motors z czasem zdecydowało się wprowadzić ten pojazd do sprzedaży także w Portoryko, a także na rynkach poza Ameryką Północną - w Afryce Południowej oraz Chile.
Sprzedaż i produkcja Beaumonta trwała przez 3 lata, po czym w 1969 roku zdecydowano się go wycofać z rynku bez dalszej kontynuacji marki Beaumont.

### Silniki
- L6 1.9l
- L6 2.3l
- L6 2.5l
- V8 2.8l
- V8 3.0l
- V8 3.2l
- V8 3.9l